# Spofford (Teksas)
Spofford je grad u američkoj saveznoj državi Teksas. Prema popisu stanovništva iz 2010. u njemu je živjelo 95 stanovnika.